# Galvezia leucantha
Galvezia leucantha là một loài thực vật có hoa trong họ Mã đề. Loài này được Wiggins mô tả khoa học đầu tiên năm 1968.